# Diana Muldaurová
Diana Muldaurová (* 19. srpna 1938 New York, New York) je americká herečka.
Vystudovala Sweet Briar College ve Virginii, hraní se začala věnovat již na střední škole. Prosadila se v 60. letech v newyorských divadlech, kde také studovala herectví u Stelly Adlerové.
V roce 1968 hostovala ve dvou epizodách seriálu Star Trek: v díle „Návrat k zítřku“ se objevila jako doktorka Ann Mulhallová, v epizodě „Což v pravdě žádná krása není?“ jako doktorka Miranda Jonesová. V 70. letech hrála například v seriálech McCloud, Volání divočiny, Kung Fu či The Incredible Hulk. Její asi nejvýznamnější rolí 80. let je doktorka Katherine Pulaská v druhé řadě seriálu Star Trek: Nová generace (1988–1989), kterou nahradila navrátivší se Gates McFaddenová coby doktorka Beverly Crusherová, již právě Muldaurová po první sezóně vystřídala. Na přelomu 80. a 90. let hrála Diana Muldaurová také v seriálu L.A. Law Rosalindu Shaysovou. V první polovině 90. let odešla do hereckého důchodu.
Diana Muldaurová byla původně vdaná za herce Jamese Vickeryho, který v roce 1979 zemřel na rakovinu. O dva roky později si vzala scenáristu a producenta Roberta Doziera, který zemřel v roce 2012. Je bezdětná.